# 周行逢
周行逢（？—962年），朗州武陵縣（今湖南常德）人，五代時期曾任武平軍節度使。本為靜江軍士卒，於南楚馬希萼在位時任靜江軍指揮副使。
後周廣順元年（951年），當時的楚王馬希萼荒淫無道，命周行逢、王逵等人率兵士修復被火燒燬的楚王府，工作勞苦，又無賞賜，王逵、周行逢因此率部逃回朗州（今湖南常德），推舉馬光惠為武平軍節度使，後來因馬光惠愚昧懦弱，再改推劉言為權武平軍留後（暫代武平軍節度使）。
廣順二年（952年），周行逢與王逵等諸將為劉言所命攻擊先前被南唐所佔據的南楚故都潭州（今湖南長沙），南唐軍大敗，撤出湖南，南楚馬氏在南嶺以北的故地因此為劉言等人恢復。
廣順三年（953年），周行逢與王逵聯手，擒殺劉言，後周任命王逵為武平軍節度使，周行逢則被王逵任命為知潭州事。後周顯德元年（954年），周行逢再被後周任命為武清軍節度使（鄂州節度使），權知潭州軍府事。當年，湖南饑荒，百姓只能吃草和樹木的根，周行逢開倉賑濟，救活很多人。
顯德三年（956年），王逵為岳州（今湖南岳陽）團練使潘叔嗣所殺。潘叔嗣迎周行逢入朗州，而周行逢反將潘叔嗣殺害。不久，周行逢即被後周任命為武平軍節度使，並完全控有今湖南一帶。
周行逢年輕時曾因犯罪臉上被刺字，但不以為恥，反而因出身貧賤，深知民間疾苦，因此能用心於百姓之事，革除馬氏家族加諸在人民沈重的稅賦，法規簡單，官民皆稱便。選擇的部屬都是清廉之士，而本人也很是節儉。然而自劉言、王逵以來的將兵多驕橫，周行逢對他們則是用法嚴厲，果斷誅殺。周行逢性情猜忌，亦多計略，常派人出去刺探諸州秘密，將兵有謀反或叛逃者，一定先知道而誅殺。
宋太祖趙匡胤建隆三年（962年），周行逢病重，遺命親信僚屬輔佐其子，年僅11歲的周保權統領軍務，並告訴周保權：「我出身貧賤，一同闖蕩的十個好友中，除了張文表外都已被殺，我死之後他必會作亂，可命楊師璠討伐他。」周行逢去世後，被追封為汝南郡王。
| 姓名   | 在位時間    |
| ------ | ----------- |
| 刘言   | 951年—953年 |
| 王逵   | 953年—956年 |
| 周行逢 | 956年—962年 |
| 周保权 | 962年—963年 |